# صولجان (علم الحيوان)

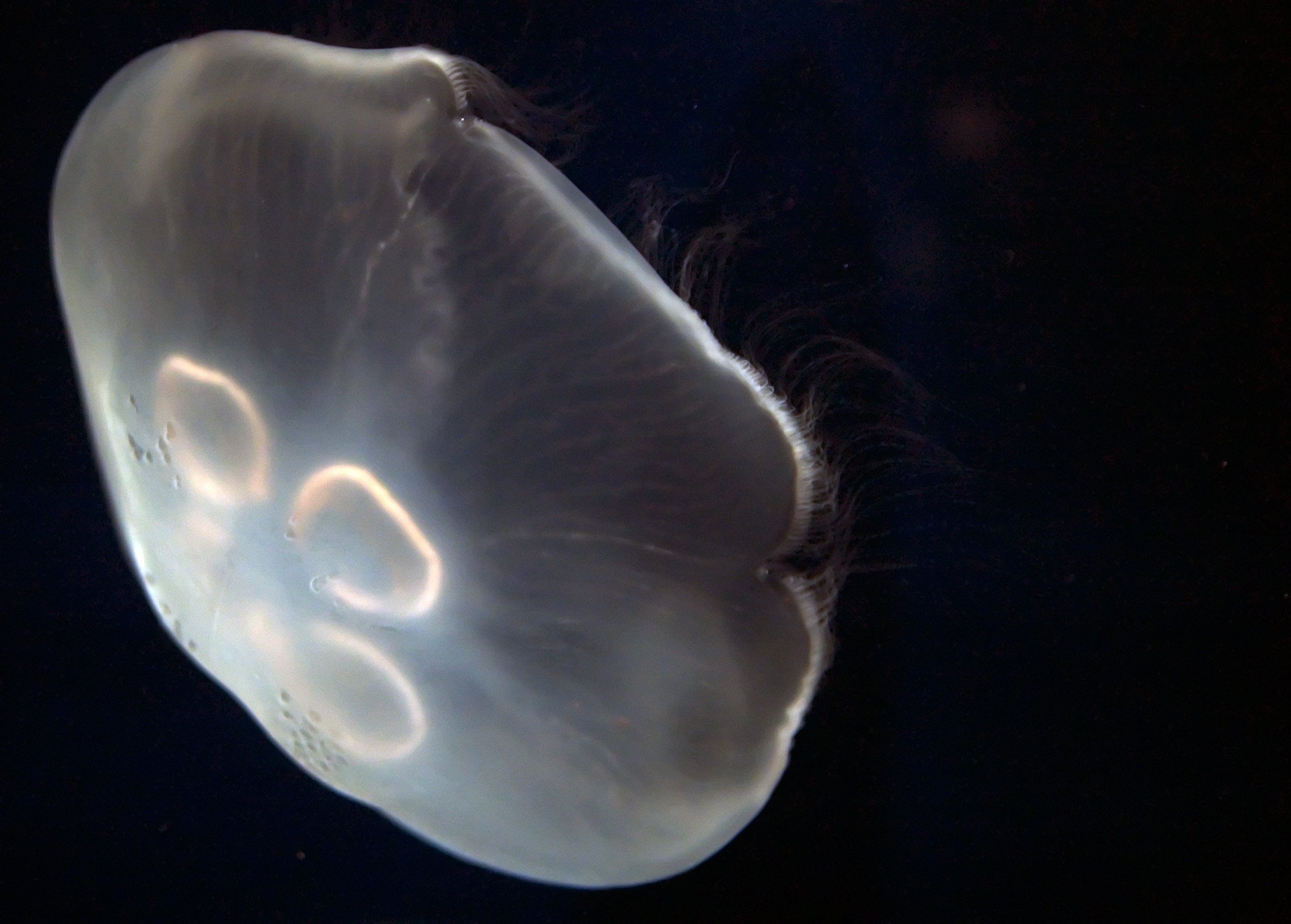
هلام القمر (أوريليا أوريتا) مع وجود صولجانات مرئية في انحناءات الحافة

الصولجان او روباليوم او العصى الحسية من اليونانية القديمة ῥόπαλον (rhópalon) "عصا" هي هياكل حسية صغيرة لبعض أنواع الفنجانيات (قناديل البحر الحقيقية) والمكعبيات (قناديل البحر المكعبة).

## الوصف
تحدث الهياكل عادة في مضاعفات رباعية، وهي ذات شكل جرسي وتواجه الخارج من الانغلافات حول غطاء قنديل البحر. وهي متصلة كل واحدة منها بطريق خارجي إلى محيط الصولجان الآخر بواسطة امتدادات شبيهة بالساق التي تنضم إلى الأطراف في شكل تنورة. تشكل هذه الروابط تقاطعات "الجهاز العصبي المركزي" القنديلي، الذي يتشابك داخل مراكز الصولجان. تختلف الصولجانات في الشكل والحجم والعدد، ولكنها تتكون بشكل عالمي من هياكل متخصصة للإحساس بالضوء (العينية)، التي تبطن الهيكل، ومناطق للإحساس بالجاذبية (كِيْسَة التَّوازُن) في طرفها النهائي. الصولجانات فريدة من نوعها في أشكال قنديل البحر من اللافقاريات اللاسعات، وتدرس بشكل أفضل في الفنجانيات، داخل جنس أوريليا، الذي يعرض الترتيب الأكثر نموذجية وهيكل الصولجانات في الانغلافات الهامشية حول التنورة الجرسية الشكل التي تحيط بها فصوص الصولجان. ومع ذلك، كانت الدراسات حول العضو في المكعبيات، التي تعرض أكثر هياكل الصولجان تعقيدًا وآليات حسية بصرية، قليلة، ولكنها بدأت في الكشف عن المزيد من التفاصيل حول آليات وأصول هذه الهياكل. إن المدخلات الحسية من الصولجانات ليست حاسمة فقط بالنسبة لللافقاريات اللاسعة للإحساس بالضوء والاتجاه المكاني، ولكنها تساعد أيضًا في قياس وتنظيم وتيرة السباحة وانقباض العضلات. إن مواصلة زيادة نطاق وعمق المعرفة العلمية حول أصول الصولجانات وكيفية ظهورها خلال عملية التحول أمر حاسم لفهم التطور الحسي في جميع الحيوانات متعددة الخلايا، ويمكن أن تساهم في تقدم المعرفة حول بدايات تطور الجهاز العصبي.

## الشكل والوظيفة

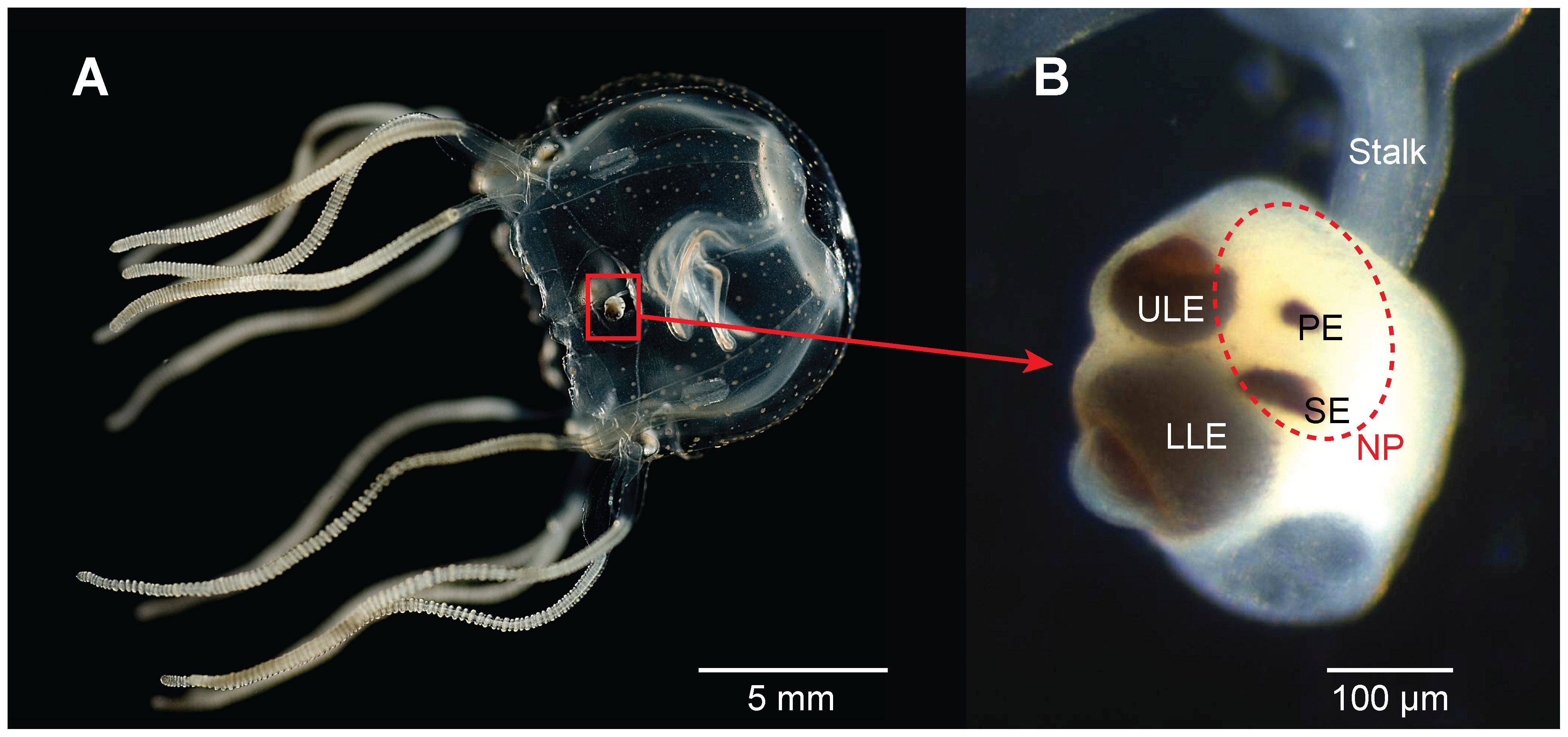
الشكل: "نظام الرؤية للمكعبيات: يتكون نظام الرؤية لدى المكعبيات تريبيداليا سيستوفورا (A) من أربعة هياكل حسية تسمى الصولجان (عصى حسية) (B). كل صولجان يحمل ست عيون من أربعة أنواع مورفولوجية (عين العدسة السفلية LLE، عين العدسة العلوية ULE، عين الحفرة PE، وعين الشق SE) وعصبون حساس للضوء (NP، الخط المنقط الأحمر). العيون مسؤولة عن تكوين الصورة لدى الحيوان، ويُعتقد أن العصبون الحساس للضوء يشارك في النشاط النهاري."

الدراسات التي تراقب جنس أوريليا تشير إلى أن تطور نظام الأعصاب يحدث بطريقة منظمة ومُرحلية تبدأ في مرحلة التفتيل وينتج عنها تنظيم ثنائي التماثل للأعضاء والنتوءات الشبيهة بالساق التي تربطها داخليًا. تظهر الصولجانات بشكل موحد في مضاعفات الأربعة، بغض النظر عن اختلافاتها في الشكل بين الأنواع التي تمتلكها. كل صولجان يُغطى بكيس حصوي، أو كيس توازن، في الطرف النهائي، والتي يُعرف أنها تستشعر التغيير في الجاذبية والتوجه. على الجانب الفموي من الصولجان بالقرب من الكيس الحصوي توجد كتلة من الخلايا الحسية تسمى "عَيْنٌ بَسِيطَةٌ كَأَسِيَّةٌ صِبْغِيَّةٌ"، بينما على الجانب الظهري، توجد "عين بسيطة ذات بقع صبغية" بالقرب من الكيس الحصوي، تتكون من رقعة من الخلايا الصبغية. بالاقتران مع "لوحة اللمس" التي تقع بالقرب من البقعة العينية، فإن الميل والجاذبية أثناء حركات قناديل البحر يسحب الكيس الحصوي الكثيف لأسفل، مما ينحني جسم الصولجان بأكمله بحيث تكون خلايا لوحة اللمس إما بعيدة عن أو على اتصال مع غطاء الكيس الحصوي؛ هذه الآلية الفيزيائية هي كيفية استنتاج الصولجان للمعلومات الحسية إلى استجابات سلوكية حساسة للجاذبية.
بما أن اللاسعات تفتقر إلى العقد العصبية المركزية والرأسيّة، فإنّ تركيز آليات الحسّ في مراكز العصي العصبيّ هو أقرب مفهوم لدماغ يمكن وضعه ضمن الشعبة. وعلى الرغم من صغر حجم العصي العصبيّ وتباعدها عددًا ومسافة عبر الجسم، إلا أنها استثنائية في تنوع الخلايا الحسية التي تمتلكها في مثل هذه المناطق الصغيرة من الأنسجة. يتكون الجهاز العصبي لها من حوالي 1000 عصبون، باستثناء الخلايا الضوئية، ويحتوي على شبكة عصبية، وهي مجموعة متشابكة من الخلايا في مركزها، تعمل كوصلات للمشبك بين العصي العصبية المجاورة. بشكل عام، فإن الجهاز العصبي للعصي العصبيّ يشارك في استنتاج الإحساس بالضوء (التي تصل تعقيدها إلى معالجة البصر في بعض الأنواع) وفي التحكم السلوكي المكاني؛ نظرًا لأن الخلايا الحسية للبصر واللمس المادي تقع في مثل هذا القرب، فقد بينت الدراسات مدى ارتباط هذه الآليتين ببعضهما البعض من حيث سلوك اللاسعات. وقد لوحظ بالتالي أن معدل انقباض العضلات وسرعة السباحة يزداد عندما تتعرض قناديل البحر البالغة لمستويات أعلى من الضوء. بالإضافة إلى ذلك، فإن هذا السلوك الضوئي الإيجابي يكون غائبًا عندما تُقدم نفس الظروف للقناديل التي اُزيلت عيونها الكأسية الصبغية (ولكن ليس البقعة العينية)، مما يشير إلى أن العين الكأسية الصبغية على الجانب الفموي هي في المقام الأول حساسة للضوء ولكنها مرتبطة بشكل أساسي بالسلوك الوظيفي الطبيعي.
في السنوات الأخيرة، وجد أن الصولجان (العصي) العصبيّ يحتفظ بمخزون كبير من الخلايا الجذعية غير المتمايزة، والتي يعتقد أنها مهيأة للاستخدام المحتمل في دوران الخلايا والتجديد في الصولجان.

## التشكل خلال التحول
يُعتبر الصولجان فريد من نوعه في شكل قنديل البحر من دورة حياة اللاسعات. تتطور القناديل الصغيرة ضمن طائفة الفنجانيات والمكعبيات من خلال المراحل اليرقية والبوليبية دون وجود هذه الهياكل. وهذا يشير ليس فقط إلى أن القناديل يجب أن تستخدم آليات حسية مختلفة عن تلك التي يوفرها الصولجان قبل دخول مرحلة الميدوزا، ولكن أيضًا إلى أن تشكل هذه الهياكل المعقدة يحدث بالكامل خلال مراحل الانشطار العرضي للبالغ وليس خلال التكون الجنيني. في معظم الفنجانيات والمكعبيات، تخضع البوليبات الجالسة لدورة ثانية من التحول لتصبح قناديل بحرية، ناضجة جنسياً، وعادة ما تتضمن عملية تعرف باسم الانشطار العرضي. خلال الانشطار العرضي، يخضع بوليب واحد، يعرف الآن باسم التفتيل، لعملية الانشطار العرضي، مما يؤدي إلى إنتاج واحدة أو متعددة من القناديل الصغيرة، يشار إليها بعد ذلك باسم إيفيرا. يتطور كل إيفيرا حر السباحة إلى قنديل بحر بالغ، والتي اكتسب نظامًا عصبيًا (صولجان) لم يكن لديه سابقًا.
عندما تكون عملية الانشطار العرضي في بدايتها، قبل أن تبدأ الصولجانات تشكلها، تظهر انتفاخات صغيرة عند قواعد مجسات معينة في البوليب؛ ستصبح هذه مواقع لتطور الصولجانات. تتدهور المجسات في الطول، وتنتفخ حواف الانتفاخات لتشكل "أذرع صولجانية". ينشأ في الطرف البعيد من الذراع الصولجاني تشكيلات تسمى طييات، والتي تُستخدم للإحساس والتهام الطعام. قبل انفصال إيفيرا عن مرحلة التفتيل، لوحظت نبضات كهربائية من الصولجان بالتوافق المباشر مع الانقباضات النبضية للحركة التي تبدأ عندما يصبح إيفيرا على استعداد للسباحة بحرية. هذا يشير إلى أن مجموع التوصيلات التي تتشابك داخل الصولجان، جنبًا إلى جنب مع عضلات السباحة، تتطور جميعها خلال مرحلة التفتيل. تشير الملاحظات إلى أن الجزء الحساس للجاذبية من العضو، المكون من الكيس الحصوي ولوحة اللمس، يتطور على الأرجح أولاً، قبل مجموعة اللبد العصبي [الإنجليزية] في وسط الصولجان، ثم أخيرًا العينات، التي تظهر أعلى درجة من التعقيد الخلوي وتتطلب أكبر قدر من الطاقة لتتطور.

## التغيرات أو المظاهر التطورية في المكعبيات
تعتبر هياكل الصولجان والعينيات في قناديل البحر المكعبة من أكثر هياكل اللافقاريات تعقيدًا، وتشبه العيون المكونة للصور لدى الحبار والاخطبوط والفقاريات. تمتلك قناديل المكعبيات صولجانات مشابهة هيكليًا للصولجانات الموجودة في قناديل البحر، ولكن التنوع في أنواع الخلايا، وخاصة العينيات، أكثر تعقيدًا في قناديل المكعبيات. توجد الصولجانات في قناديل المكعبيات أيضًا بأعداد مضاعفات الأربعة، حيث يوجد على الأقل صولجان واحد مضمن في حافة كل جانب من جوانب القنديل. كل عضو صولجاني محاط بست عيون إجمالاً من أربعة أنواع مختلفة الشكل. على كل منها، توجد عينان عدسيتان، العلوية والسفلية، مصحوبة بزوجين مختلفين من عيون الحفرة الصبغية البسيطة، ليصل إجمالي عدد العيون إلى 24 عينًا لكل كائن حي.

## العيون البسيطة والنمو التجديدي
العُيُون البسيطة هي نوع من العيون البدائية. وهي حساسة للضوء، ولكنها بسيطة للغاية؛ فبخلاف العيون المركبة ذات العدسات المركبة، لا تستطيع العيون البسيطة تحويل الإحساس بالضوء إلى صورة كاملة، وتستخدم فقط لحس حركة الضوء وغيابه وحضوره. الكائنات اللاسعة هي أقدم الحيوانات الحية التي تمتلك هذه العيون البسيطة. ومع ذلك، فهي تظهر مجموعة واسعة للغاية من السلوك الضوئي الذي يتراوح في تعقيده إلى جانب التباين في العيون البسيطة. تعتبر هياكل الصولجان في الكائنات المكعبية وأنواعها المختلفة من العيون البسيطة هي الأكثر تعقيدًا ضمن شعبة اللاسعات، وتشبه العيون المتقدمة لتكوين الصور لدى الحبار والأخطبوطات والفقاريات.
وقد لوحظ أن إزالة بعض الصولجانات في نوع أوريليا يؤدي إلى فترة مدتها أسبوعان لإكمال النمو التجديدي، مع فقدان بسيط في الحجم والصبغة ولكن بوظيفة متطابقة تقريبًا. حتى العيون البسيطة للعضو، من كلا النوعين، قادرة على التجديد الكامل طالما بقي اثنان على الأقل من الصولجانات سليمة قبل بتر الآخرين. وهذا يدل على أن أجزاء من الجهاز العصبي التي يعتبرها معظم الكائنات الحية الأخرى ثمينة وحيوية يمكن تجديدها في قناديل البحر الفنجانيات. ومع ذلك، لم يُختبر ذلك في المكعبيات، التي لديها أنظمة عصبية أكثر تعقيدًا ضمن شعبة اللاسعات، خاصة فيما يتعلق بقدراتها البصرية.

## روابط خارجية
- "The Jellyfish homepage". University of New South Wales. مؤرشف من الأصل في 2004-06-12.
- "Cnidaria". The Tree of Life. مؤرشف من الأصل في 2023-10-04.